# Быково (Новодугинский район)
Быково — деревня в Новодугинском районе Смоленской области России. Входит в состав Тёсовского сельского поселения. Население — 14 жителей (на 2007 год). 
Расположена в северо-восточной части области в 12 км к востоку от села Новодугино, в 18 км восточнее автодороги Р134 «Старая Смоленская дорога» Смоленск — Дорогобуж — Вязьма — Зубцов, на берегу реки Касня. В 14 км западнее деревни расположена железнодорожная станция Новодугино на линии Вязьма — Ржев. 

## История
В годы Великой Отечественной войны деревня была оккупирована гитлеровскими войсками в октябре 1941 года, освобождена в марте 1943 года. 